# Белый Яр (Тегульдетский район)
Белый Яр — посёлок в Тегульдетском районе Томской области России. Административный центр Белоярского сельского поселения. Население 419 чел. (2021) .

## География
Находится на востоке региона, на границе с Красноярским краем, на реке Чулым, у озера Лан.
Климат
Находится на территории, приравненной к районам Крайнего Севера.

## История
В соответствии с Законом Томской области от 9 сентября 2004 года № 197-ОЗ посёлок возглавил муниципальное образование Белоярское сельское поселение.

## Население
| 1926 | 2002 | 2010 | 2012 | 2013 | 2014 | 2015 | 2021 |
| ---- | ---- | ---- | ---- | ---- | ---- | ---- | ---- |
| 10   | ↗569 | ↘423 | ↘411 | ↗414 | ↗421 | ↘417 | ↗419 |

## Инфраструктура
Администрация сельского поселения.

## Транспорт
Автодорога Тегульдет — Белый Яр (69Н-79).